# Tenuipalpus nenaxi
Tenuipalpus nenaxi är en spindeldjursart som beskrevs av Meyer 1993. Tenuipalpus nenaxi ingår i släktet Tenuipalpus och familjen Tenuipalpidae. Inga underarter finns listade i Catalogue of Life.